# Encore (vídeo de Il Divo)
Encore es una presentación en vivo disponible en un conjunto de DVD del concierto de Il Divo en el Teatro romano de Mérida, Extremadura, España el 7 de octubre de 2005. 
Contiene un documental con entrevistas a Urs Bühler, Carlos Marín, David Miller y Sébastien Izambard e imágenes inéditas del cuarteto vocal de cantantes masculinos. Dirigido por Nick Wickham.
El concierto en DVD se publicó el 24 de enero de 2006 de la mano de la discográfica Sony BMG.

## Temas
El DVD de ‘Encore´ incluye las siguientes canciones:  

| N.º | Título                           | Escritor(es)                                          | Duración |  |
| 1.  | «Si tú me amas (If you love me)» | Andreas Romdhane y Josef Larossi Quiz & Larossi, Reid | 4:10     |  |
| 2.  | «Isabel»                         | Andreas Romdhane, Gabriel Fauré                       | 4:16     |  |
| 3.  | «O Holy Night»                   | Adolphe Adam, Placide Cappeau, John Sullivan Dwight   | 4:01     |  |
| 4.  | «Héroe»                          | Mariah Carey, Walter Afanasieff                       | 4:17     |  |
| 5.  | «Solo otra vez All by myself »   | Eric Carmen, Serguéi Rajmáninov                       | 3:54     |  |

Material inédito: 
- Documental de 1 hora de duración con entrevistas a Il Divo y Simon Cowell.
- Videoclip Regresa A Mí.
- Videoclip Mama.